# Bahnstrecke Enköping–Runhällen
| Denkmalgeschütztes Bahnhofsgebäude in Heby |                      |                                            |                                            |
| Streckennetz der Nachfolgegesellschaft Stockholm–Västerås–Bergslagens Järnvägar |                      |                                            |                                            |
| Streckenlänge: | rund 50 km           |                                            |                                            |
| Spurweite: | 1435 mm (Normalspur) |                                            |                                            |
| |                      |                                            |                                            |
| Betriebsstellen und Strecken |                      |                                            |                                            |
| \| \| \| Bahnstrecke Stockholm–Örebro von Stockholm \| \| \| \| \| Bahnstrecke Uppsala–Enköping von Uppsala \| \| \| \| 0,0 \| Enköping \| Enköping \| \| \| \| \| \| \| \| 0,1 \| Nordströms linbanor \| Nordströms linbanor \| \| \| 2,2 \| Parken \| Parken \| \| \| 2,4 \| Enköpings Mekaniska Verkstad \| Enköpings Mekaniska Verkstad \| \| \| 2,8 \| Enköpings hamn \| Enköpings hamn \| \| \| \| Bahnstrecke Stockholm–Örebro nach Västerås \| \| \| \| 0,9 \| Rom (hpr) \| Rom (hpr) \| \| \| 3,5 \| Jädra (hpr) \| Jädra (hpr) \| \| \| 4,0 \| Lundbyvägen (hpr) \| Lundbyvägen (hpr) \| \| \| 5,2 \| Vårfru \| Vårfru \| \| \| 5,8 \| Käfra (hpr) \| Käfra (hpr) \| \| \| 7,0 \| Viggby (hpr) \| Viggby (hpr) \| \| \| 7,7 \| Lådö (hpr) \| Lådö (hpr) \| \| \| 8,2 \| Sparrsätra \| Sparrsätra \| \| \| 10,2 \| Knapptibble (hpr) \| Knapptibble (hpr) \| \| \| 12,1 \| Skensta \| Skensta \| \| \| 12,9 \| Kusgården (hpr) \| Kusgården (hpr) \| \| \| 14,3 \| Frösthult \| Frösthult \| \| \| 15,5 \| Blåsbo (hpr) \| Blåsbo (hpr) \| \| \| 16,7 \| Mellersta (hpr) \| Mellersta (hpr) \| \| \| 17,3 \| Fjärdhundra vaktstuga (hpr) \| Fjärdhundra vaktstuga (hpr) \| \| \| 17,7 \| Fjärdhundra \| Fjärdhundra \| \| \| 18,3 \| Vånga (hpr) \| Vånga (hpr) \| \| \| 19,5 \| Eklunda (hpr) \| Eklunda (hpr) \| \| \| 21,1 \| Mälby (hpr) \| Mälby (hpr) \| \| \| 22,1 \| Revelsta \| Revelsta \| \| \| 22,7 \| Fröslunda (hpr) \| Fröslunda (hpr) \| \| \| 23,4 \| Lan \| Lan \| \| \| 24,9 \| Altuna \| Altuna \| \| \| 26,5 \| Vilstena (hpr) \| Vilstena (hpr) \| \| \| 27,2 \| Nyby (hpr) \| Nyby (hpr) \| \| \| 27,7 \| Sandbro (hpr) \| Sandbro (hpr) \| \| \| 28,8 \| Sör Hårsbäck (hpr) \| Sör Hårsbäck (hpr) \| \| \| 29,4 \| Hårsbäck \| Hårsbäck \| \| \| 30,9 \| Sörby (hpr) \| Sörby (hpr) \| \| \| 31,9 \| Hällstigen \| Hällstigen \| \| \| 33,1 \| Åål (hpr) \| Åål (hpr) \| \| \| 34,2 \| Röcklinge (hpr) \| Röcklinge (hpr) \| \| \| 35,2 \| Hårsta (hpr) \| Hårsta (hpr) \| \| \| 35,2 \| Heby skola (hpr) \| Heby skola (hpr) \| \| \| \| Bahnstrecke Mora–Uppsala von Uppsala \| \| \| \| 37,6 \| Heby \| Heby \| \| \| \| Bahnstrecke Mora–Uppsala nach Sala \| \| \| \| 39,2 \| Västerbo (hpr) \| Västerbo (hpr) \| \| \| 39,9 \| Arnebo \| Arnebo \| \| \| 41,3 \| Stingängen (hpr) \| Stingängen (hpr) \| \| \| 42,5 \| Klockarbo Hst ab 1936; ca. 1945–1952 (hpr) \| Klockarbo Hst ab 1936; ca. 1945–1952 (hpr) \| \| \| 43,2 \| Källviken (hpr) \| Källviken (hpr) \| \| \| 44,0 \| Översävne \| Översävne \| \| \| \| Bahnstrecke Sala–Gävle von Sala \| \| \| \| 47,2 \| Runhällen \| Runhällen \| \| \| \| Bahnstrecke Sala–Gävle nach Gävle \| \| \| \| \| \| \| \| \| \| \| \| \| Erläuterung: (hpr) = Hållplats för rälsbussar (deutsch Haltestelle für Schienenbusse) \| \| \| \| |                      |                                            |                                            |
| Strecke |                      | Bahnstrecke Stockholm–Örebro von Stockholm | Bahnstrecke Stockholm–Örebro von Stockholm |
| Abzweig geradeaus und ehemals von rechts |                      | Bahnstrecke Uppsala–Enköping von Uppsala   | Bahnstrecke Uppsala–Enköping von Uppsala   |
| Bahnhof | 0,0                  | Enköping                                   | Enköping                                   |
| Abzweig geradeaus und ehemals nach links · Strecke von rechts (außer Betrieb) |                      |                                            |                                            |
| Strecke · Bahnhof (Strecke außer Betrieb) | 0,1                  | Nordströms linbanor                        | Nordströms linbanor                        |
| Strecke · Haltepunkt / Haltestelle (Strecke außer Betrieb) | 2,2                  | Parken                                     | Parken                                     |
| Strecke · Bahnhof (Strecke außer Betrieb) | 2,4                  | Enköpings Mekaniska Verkstad               | Enköpings Mekaniska Verkstad               |
| Strecke · Kopfbahnhof Streckenende (Strecke außer Betrieb) | 2,8                  | Enköpings hamn                             | Enköpings hamn                             |
| Abzweig ehemals geradeaus und nach links |                      | Bahnstrecke Stockholm–Örebro nach Västerås | Bahnstrecke Stockholm–Örebro nach Västerås |
| Haltepunkt / Haltestelle (Strecke außer Betrieb) | 0,9                  | Rom (hpr)                                  | Rom (hpr)                                  |
| Haltepunkt / Haltestelle (Strecke außer Betrieb) | 3,5                  | Jädra (hpr)                                | Jädra (hpr)                                |
| Haltepunkt / Haltestelle (Strecke außer Betrieb) | 4,0                  | Lundbyvägen (hpr)                          | Lundbyvägen (hpr)                          |
| Haltepunkt / Haltestelle (Strecke außer Betrieb) | 5,2                  | Vårfru                                     | Vårfru                                     |
| Haltepunkt / Haltestelle (Strecke außer Betrieb) | 5,8                  | Käfra (hpr)                                | Käfra (hpr)                                |
| Haltepunkt / Haltestelle (Strecke außer Betrieb) | 7,0                  | Viggby (hpr)                               | Viggby (hpr)                               |
| Haltepunkt / Haltestelle (Strecke außer Betrieb) | 7,7                  | Lådö (hpr)                                 | Lådö (hpr)                                 |
| Haltepunkt / Haltestelle (Strecke außer Betrieb) | 8,2                  | Sparrsätra                                 | Sparrsätra                                 |
| Haltepunkt / Haltestelle (Strecke außer Betrieb) | 10,2                 | Knapptibble (hpr)                          | Knapptibble (hpr)                          |
| Haltepunkt / Haltestelle (Strecke außer Betrieb) | 12,1                 | Skensta                                    | Skensta                                    |
| Haltepunkt / Haltestelle (Strecke außer Betrieb) | 12,9                 | Kusgården (hpr)                            | Kusgården (hpr)                            |
| Haltepunkt / Haltestelle (Strecke außer Betrieb) | 14,3                 | Frösthult                                  | Frösthult                                  |
| Haltepunkt / Haltestelle (Strecke außer Betrieb) | 15,5                 | Blåsbo (hpr)                               | Blåsbo (hpr)                               |
| Haltepunkt / Haltestelle (Strecke außer Betrieb) | 16,7                 | Mellersta (hpr)                            | Mellersta (hpr)                            |
| Haltepunkt / Haltestelle (Strecke außer Betrieb) | 17,3                 | Fjärdhundra vaktstuga (hpr)                | Fjärdhundra vaktstuga (hpr)                |
| Bahnhof (Strecke außer Betrieb) | 17,7                 | Fjärdhundra                                | Fjärdhundra                                |
| Haltepunkt / Haltestelle (Strecke außer Betrieb) | 18,3                 | Vånga (hpr)                                | Vånga (hpr)                                |
| Haltepunkt / Haltestelle (Strecke außer Betrieb) | 19,5                 | Eklunda (hpr)                              | Eklunda (hpr)                              |
| Haltepunkt / Haltestelle (Strecke außer Betrieb) | 21,1                 | Mälby (hpr)                                | Mälby (hpr)                                |
| Haltepunkt / Haltestelle (Strecke außer Betrieb) | 22,1                 | Revelsta                                   | Revelsta                                   |
| Haltepunkt / Haltestelle (Strecke außer Betrieb) | 22,7                 | Fröslunda (hpr)                            | Fröslunda (hpr)                            |
| Bahnhof (Strecke außer Betrieb) | 23,4                 | Lan                                        | Lan                                        |
| Bahnhof (Strecke außer Betrieb) | 24,9                 | Altuna                                     | Altuna                                     |
| Haltepunkt / Haltestelle (Strecke außer Betrieb) | 26,5                 | Vilstena (hpr)                             | Vilstena (hpr)                             |
| Haltepunkt / Haltestelle (Strecke außer Betrieb) | 27,2                 | Nyby (hpr)                                 | Nyby (hpr)                                 |
| Haltepunkt / Haltestelle (Strecke außer Betrieb) | 27,7                 | Sandbro (hpr)                              | Sandbro (hpr)                              |
| Haltepunkt / Haltestelle (Strecke außer Betrieb) | 28,8                 | Sör Hårsbäck (hpr)                         | Sör Hårsbäck (hpr)                         |
| Haltepunkt / Haltestelle (Strecke außer Betrieb) | 29,4                 | Hårsbäck                                   | Hårsbäck                                   |
| Haltepunkt / Haltestelle (Strecke außer Betrieb) | 30,9                 | Sörby (hpr)                                | Sörby (hpr)                                |
| Haltepunkt / Haltestelle (Strecke außer Betrieb) | 31,9                 | Hällstigen                                 | Hällstigen                                 |
| Haltepunkt / Haltestelle (Strecke außer Betrieb) | 33,1                 | Åål (hpr)                                  | Åål (hpr)                                  |
| Haltepunkt / Haltestelle (Strecke außer Betrieb) | 34,2                 | Röcklinge (hpr)                            | Röcklinge (hpr)                            |
| Haltepunkt / Haltestelle (Strecke außer Betrieb) | 35,2                 | Hårsta (hpr)                               | Hårsta (hpr)                               |
| Haltepunkt / Haltestelle (Strecke außer Betrieb) | 35,2                 | Heby skola (hpr)                           | Heby skola (hpr)                           |
| Abzweig ehemals geradeaus und von rechts |                      | Bahnstrecke Mora–Uppsala von Uppsala       | Bahnstrecke Mora–Uppsala von Uppsala       |
| Bahnhof | 37,6                 | Heby                                       | Heby                                       |
| Abzweig ehemals geradeaus und nach links |                      | Bahnstrecke Mora–Uppsala nach Sala         | Bahnstrecke Mora–Uppsala nach Sala         |
| Haltepunkt / Haltestelle (Strecke außer Betrieb) | 39,2                 | Västerbo (hpr)                             | Västerbo (hpr)                             |
| Haltepunkt / Haltestelle (Strecke außer Betrieb) | 39,9                 | Arnebo                                     | Arnebo                                     |
| Haltepunkt / Haltestelle (Strecke außer Betrieb) | 41,3                 | Stingängen (hpr)                           | Stingängen (hpr)                           |
| Haltepunkt / Haltestelle (Strecke außer Betrieb) | 42,5                 | Klockarbo Hst ab 1936; ca. 1945–1952 (hpr) | Klockarbo Hst ab 1936; ca. 1945–1952 (hpr) |
| Haltepunkt / Haltestelle (Strecke außer Betrieb) | 43,2                 | Källviken (hpr)                            | Källviken (hpr)                            |
| Bahnhof (Strecke außer Betrieb) | 44,0                 | Översävne                                  | Översävne                                  |
| Abzweig geradeaus und von links (Strecke außer Betrieb) |                      | Bahnstrecke Sala–Gävle von Sala            | Bahnstrecke Sala–Gävle von Sala            |
| Bahnhof (Strecke außer Betrieb) | 47,2                 | Runhällen                                  | Runhällen                                  |
| Strecke (außer Betrieb) |                      | Bahnstrecke Sala–Gävle nach Gävle          | Bahnstrecke Sala–Gävle nach Gävle          |
| |                      |                                            |                                            |
| |                      |                                            |                                            |
| Erläuterung: (hpr) = Hållplats för rälsbussar (deutsch Haltestelle für Schienenbusse) |                      |                                            |                                            |

Die Bahnstrecke Enköping–Runhällen war eine normalspurige Eisenbahnstrecke in der schwedischen Provinz  Uppsala län  und der historischen Provinz Uppland. Sie führte von Enköping über Heby nach Runhällen.

## Geschichte
Am 6. November 1897 wurde die Konzession für die Bahnstrecke erteilt und die Enköping–Heby–Runhällens Järnvägs AB (EHRJ) bei einer konstituierenden Mitgliederversammlung im Rathaus von Enköping gebildet.

## Enköping–Heby–Runhällens Järnvägs AB
Unterschiedliche Ansichten über die Notwendigkeit der Strecke verzögerten den Bau. Die Streckenarbeiten begannen erst 1904. Die Fertigstellung sowie die Verkehrsfreigabe erfolgten am 5. Januar 1906. Die Strecke wurde von Kronprinz Gustav, dem späteren König Gustav V., am 17. November 1906 eingeweiht. Am 12. Dezember 1906 folgte die Inbetriebnahme des Personen- und Güterverkehrs auf der Hafenbahn in Enköping.
Die größten Kunden an der Strecke waren die Ziegelei in Hårsbäcks und der Landhandel in Fjärdhundra, der Getreide verlud.
Vom Bahnhof der Stockholm–Västerås–Bergslagens Järnvägar (SWB) in Enköping führte die Strecke über Vårfru, Sparrsätra, Skensta, Frösthult, Fjärdhundra, Revelsta, Altuna, Hårsbäck, Hällstigen, Heby, Arnebo und Översävne nach Runhällen zum dortigen Bahnhof der 1901 eröffneten Bahnstrecke Sala–Gävle (SGGJ). In Runhällen wurde ein Lokschuppen für zwei Lokomotiven, eine Drehscheibe sowie eine Kohlen- und Wasserversorgung gebaut. Den Verkehrsdienst in Runhällen betrieb die SGGJ.
Für die rund 49 km lange Strecke beschaffte die EHRJ drei Dampflokomotiven der Baureihe EHRJ 1–3 von Nydqvist och Holm AB in Trollhättan.

## Übernahme durchStockholm–Västerås–Bergslagens Järnvägar
Die Probleme mit der Strecke begann bald nach der Einweihung, sie war nie ein Erfolg. Es gab höchstens fünf Züge in jeder Richtung pro Tag. Dem Vorstand der EHRJ wurde schnell klar, dass die Einnahmen nicht ausreichend waren. Auf einer außerordentlichen Hauptversammlung im Dezember 1907 wurde darüber diskutiert, ob die Stockholm–Västerås–Bergslagens Järnvägar die Gesellschaft übernehmen würde. Am 1. Oktober 1908 wurde EHRJ von SWB gekauft, am 6. Februar 1909 ging EHRJ in Liquidation.

## Betrieb und weitere Entwicklung
Nach der Übernahme der Strecke durch SWB wurde der Personenverkehr auf der Hafenbahn in Enköping zum 1. Mai 1909 eingestellt.

## Übernahme durch Statens Järnvägar und Stilllegung
Stockholm–Västerås–Bergslagens Järnvägar (SWB) wurde im Rahmen der allgemeinen Eisenbahnverstaatlichung in Schweden 1944 von Statens Järnvägar übernommen.
Der Verkehr auf dem Streckenabschnitt Heby–Runhällen wurde am 1. April 1952 eingestellt. Es folgte die Stilllegung des Gesamtverkehrs auf dem Abschnitt Enköping–Fjärdhundra sowie die Einstellung des Personenverkehrs auf dem Abschnitt Heby–Fjärdhundra am 1. Oktober 1959. Die Aufgabe des Güterverkehrs und damit die Gesamteinstellung des Abschnittes Heby–Fjärdhundra erfolgte am 1. Oktober 1968. Das letzte Teilstück der ehemaligen EHRJ war die Hafenbahn Enköping–Enköpings hamn, die bis zum 1. Januar 1977 in Betrieb war.